# Borrado bisexual

Bandera del orgullo bisexual, creada en 1998

El borrado bisexual es la tendencia en diferentes sociedades a ignorar, eliminar, falsificar o reexplicar las pruebas sobre bisexualidad en los registros históricos, materiales académicos, noticias y otras fuentes primarias. En su forma más extrema, el borrado bisexual niega la existencia de la bisexualidad. A pesar de la prevalencia del borrado bisexual, existe un creciente apoyo, inclusión y visibilidad en la sociedad, especialmente en la comunidad LGBT, que intenta incluir a la bisexualidad en los esfuerzos de luchar contra el fenómeno de Borrado LGBT.
El borrado bisexual puede incluir discursos según los cuales toda bisexualidad debe entenderse como una fase, preludio del momento en que los individuos bisexuales «escogerán un lado», siendo las opciones validez la homosexualidad o heterosexualidad. Uno de los prejuicios asociados al borrado bisexual es el que asocia la bisexualidad a la indecisión. Los estereotipos describen a las personas bi como seres hipersexuales, en especial las mujeres, eliminando todo tipo de diferencias constatadas entre las diferentes experiencias de la bisexualidad, borrando esas vivencias con clichés. Aun así, una variante del borrado bisexual consiste en aceptar como normal la bisexualidad femenina mientras que se niega la existencia en el caso de los hombres. Para estos últimos, así como para las personas de género no binario, la menor presencia de estereotipos contribuye a un borrado total.
El borrado bisexual es a menudo una manifestación de bifobia, aunque no implica necesariamente antagonismo o malicia. El borrado vuelve la experiencia de las personas que se identifican como bisexuales más difícil y dificulta el reconocimiento de dichas dificultades, puesto que no solo tienen que luchar para ser reconocidos y respetados en sus comunidades y familias sino también dentro de la misma comunidad LGBT. El borrado bisexual es una forma de estigma con consecuencias adversas para la salud mental de las personas bi.

## Razones

### Generales
Según el jurista Kenji Yoshino, hay tres inversiones principales que explican la doble tendencia en espacios tanto homosexuales como heterosexuales para olvidar la existencia de los bisexuales como parte de la lucha LGBT. La primera sería que el proceso de fijar una orientación sexual estable serviría para aliviar tanto a gais como a personas hetero de la ansiedad de ver su orientación cuestionada. Esta motivación explicaría la comodidad de pensar que los bisexuales son homosexuales o heterosexuales cuya identidad aún no se ha fijado, marginando e invisibilizando la bisexualidad en el seno de la comunidad LGBT. La segunda motivación es la de no cuestionar la importancia que pueda tener el género en el proceso de atracción sexual y romántica, que se considera parte consustancial en diversas culturas, mientras que la existencia misma de la bisexualidad pondría en entredicho esa certeza. La tercera motivación es el mantenimiento de la monogamia, puesto que se suele asumir que los bisexuales serían intrínsecamente no monógamos, lo cual es falso. Juana María Rodríguez se suma al argumento de Yoshino y postula que la bisexualidad rompe con las concepciones tradicionales de la sexualidad y el binarismo de género. De esa forma, tanto los individuos tanto de la cultura dominante como los de la comunidad queer se resisten a reconocer completamente la bisexualidad.
En un artículo de 2010 escrito para el 10.º aniversario de la obra de Yoshino, Heron Greenesmith argumenta que la bisexualidad es inherentemente invisible en la ley, yendo el borrado más allá de la eliminación deliberada. En primer lugar la bisexualidad sería jurídicamente irrelevante para los demandantes, a los cuales se considera sistemáticamente como heterosexuales o, en sju defecto, homosexuales. En segundo lugar cuando la bisexualidad es jurídicamente relevante, se borra dentro de los procesos judiales puesto que la bisexualidad complica las discusiones jurídicas alrededor de la sexualidad.
La psicóloga Beth Firestone affirma que desde la publicación de su primer libro sobre la bisexualidad en 1996, "la bisexualidad ha ganado visibilidad, aunque el proceso no es uniforme ay el reconocimiento de la bisexualidad sigue estando ausente en muchas regiones los EE.UU así como internacionalmente".

### El caso masculino
Otro psicólogo especializado en la homosexualidad, Richard C. Friedman, ha afirmado que una gran cantidad de hombres que se identifican como gais han tenido fantasías eróticas con mujeres o han tenido sexo con mujeres aún convencidos de su homosexualidad. De la misma manera, muchos hombres heterosexuales han tenido fantasías con hombres o llevan a cabo prácticas sexuales gais de forma discreta, como pueda ser el cruising. A pesar de tener deseos o prácticas bisexuales, estos hombre se consideran a ellos mismos heterosexuales o gais. Este borrado puede provenir de un necesidad la importancia de dichos elementos en un esfuerzo  para mantener una identidad sexual y evitar el rechazo por parte de su comunidad. De esta forma, un hombre puede ocultar o quitarle importancia a una experiencia sexual con una mujer para seguir considerándose un "hombre gay" así como su pertenencia a una comunidad gay. De la misma forma, un hombre bisexual puede quere negar su atracción hacia otros hombre para mantener su estatus en una sociedad heteronormativa, así como evitar el rechazo y la violencia social de la bifobia u homofobia.
Un estudio indicaría que el 20,7% de los hombres heterosexuales consumen pornografía gay y un 7,5% declararan haber mantenido relaciones sexuales aquileanas en los últimos seis meses, mientras que el 55% de los hombres homosexuales habían visto pornografía heterosexual y el 0,7% declararon haber mantenido relaciones sexuales con una mujer en los últimos seis meses. Señalando que la mayoría de los hombres identificados como homosexuales veían pornografía heterosexual, pero pocos habían tenido relaciones heterosexuales recientemente, sugiere que muchos hombres autoidentificados como homosexuales tienen fantasías sexuales con mujeres y que, en un mundo ideal, serían abiertamente bisexuales y explorarían libremente el sexo con mujeres, pero la presión social empuja a esos hombres a elegir un sexo u otro para expresar su atracción.
Robyn Ochs, autora bisexual, defendió que los hombres gais eran menos aprensivos a considerar la posibilidad de ser homosexuales de los que lo eran las mujeres lesbianas. De esta forma, habría mucha menos hostilidad hacia hombres bisexuales que se consideran gay de la que se encontrarían las mujeres bisexuales que se ven como lesbianas. En algunas comunidades, puede haber mucha fluidez sexual entre hombres bisexuales y homosexuales, lo cual facilitaría que muchos hombres categorizados como gais puedan admitir sentir una atracción ocasional hacia mujeres. También podría haber una tendencia entre hombres bisexuales en declararse homosexuales para alinearse políticamente con la actividad y el imaginario gay. Ochs también afirmaque muchos de estos hombres que salieron del armario como gais pueden intetar evitar "salir del armario una segunda vez" o "complicar las cosas".
El activista gay Carl Wittman, en su libro Refugees from Amerika: A Gay Manifesto, defendía el borrado bisexual, afirmando que los hombres bisexuales deberían identificarse como "gays" aunque se acostaran con mujeres y sólo deberían convertirse en bisexuales una vez que la sociedad acepte la homosexualidad:

La razón por la que tan pocos de nosotros somos bisexuales es que la sociedad hizo tanto escándalo de la homosexualidad que nos vimos forzados a vernos a nosotros mismos como heterosexuales o no heterosexuales. Además, muchos gais perdieron el interés al ver la forma en que los hombres deben actuar con las mujeres y viceversa, lo cual es bastante jodido. Los gais empezaremos a excitarnos con las mujeres cuando 1) sea algo que hagamos porque queremos, y no porque debamos, y 2) cuando la liberación de la mujer cambie la naturaleza de las relaciones heterosexuales. Seguimos llamándonos homosexuales, no bisexuales, aun acostandonos con el sexo opuesto porque decir "Oh, soy bi" es una excusa para un gay. Nos dicen que está bien acostarse con chicos siempre y cuando nos acostemos también con mujeres, y eso sigue siendo menospreciar la homosexualidad. Seremos gais hasta que todo el mundo haya olvidado que es un problema. Entonces empezaremos a estar completos.
Refugees from Amerika: A Gay Manifesto I.3

### El caso femenino

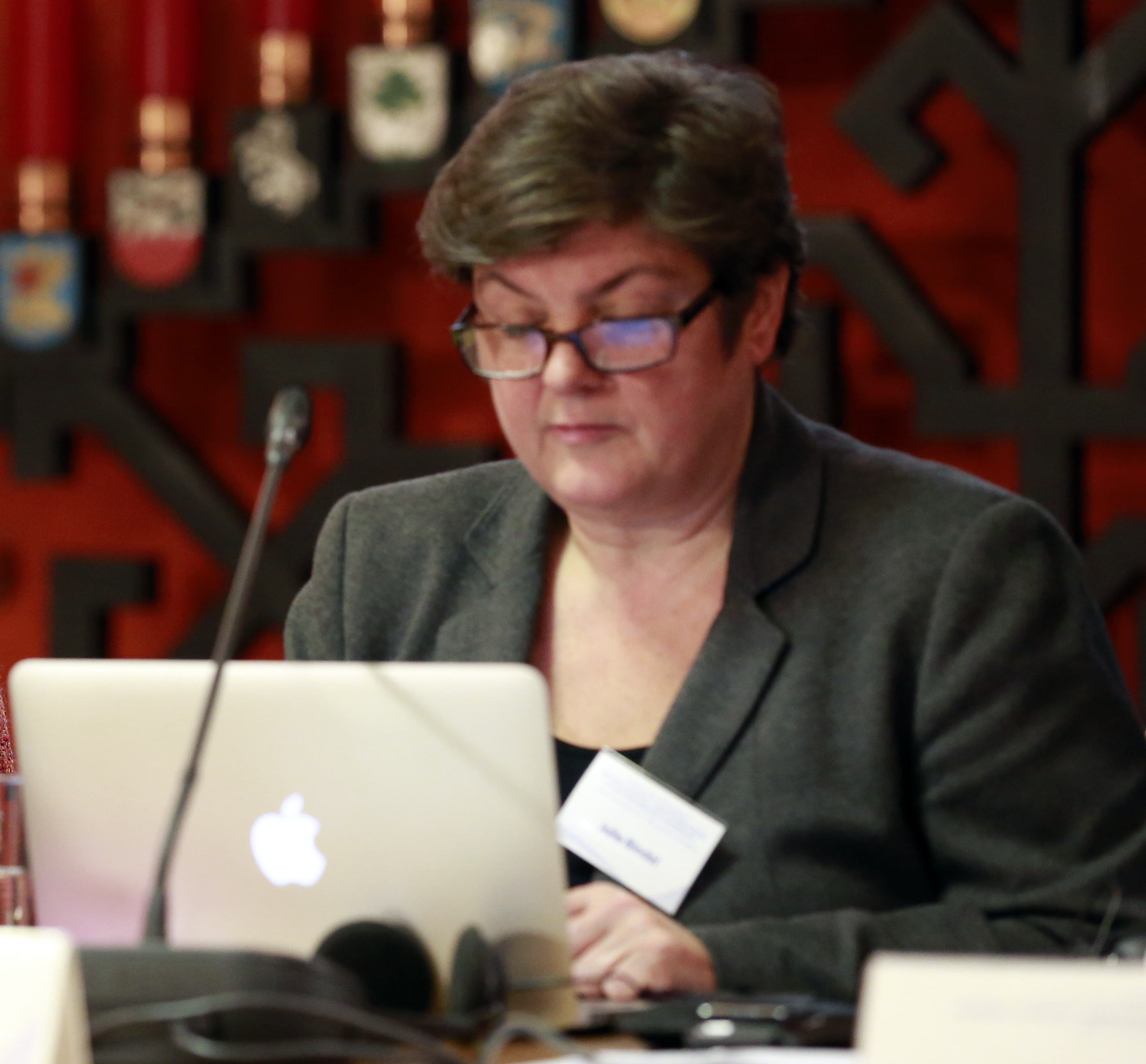
Julie Bindel, feminista radical partidaria del lesbianismo político así como de la exclusión bisexual del movimiento LGBT en 2015

Históricamente, muchas mujeres han sido tachadas por lesbianas feministas como culpables "evasión apolítica" por declararse bisexuales. Otras mujeres han sido percibidas como "no lo suficientemente radicales" debido a su atracción por hombres cisgénero. Rodríguez afirma que la bisexualidad fue considerada antifeminista por muchas activistas lesbianas debido a los "deseos implícitos de penetración, dominación sexual y sumisión".
Un ejemplo de esta posición vendría de Julie Bindel, que en 2012 condenó la bisexualidad femenina como una "tendencia de moda" causada por el "hedonismo sexual", y abordó la cuestión de si la bisexualidad existe siquiera: «La bisexualidad se vende a las mujeres heterosexuales como un tipo de actividad recreativa lejos de su 'hogar natural' del sexo heterosexual. Para una mujer heterosexual, tener novia es como tener el último bolso de Prada». Feminista lesbiana activa desde hace mucho tiempo, expresó su malestar por la inclusión de las comunidades con diversidad sexual y de género en la creciente "alianza arco iris": «El mantra actual en las reuniones "gays" es un trabalenguas LGBTQQI... Se trata de una alianza poco santa. Nos han metido juntos en una habitación y nos entendamos».
Otra característica de la bisexualidad femenina es que las mujeres son más propensas y se sienten más seguras al declararse bisexuales que los hombres: un 33% frente a un 12%. En toda la población LBGTQ+, se percibe que las mujeres bisexuales y las lesbianas son más aceptadas socialmente que los hombres gais, bisexuales o transexuales. Dentro de la comunidad bisexual, la aceptación percibida es del 33% para las mujeres, alrededor del 8% para los hombres y el 3% para los transexuales y no binarios.

### En espacios LGBT
Como ya se ha dicho, los que niegan la bisexualidad pueden afirmar que las personas bisexuales son exclusivamente homosexuales (gais/lesbianas) o exclusivamente heterosexuales. Una manifestación común de esta tendencia consiste en referirse a los bisexuales como heterosexuales cuando están íntimamente involucrados con personas del sexo opuesto y ser etiquetados como homosexuales cuando están involucrados con personas del mismo sexo. De la misma manera, estos discursos consideran que toda relación entre un hombre y una mujer sería heterosexual, independientemente de si solo uno o ninguno de los participantes son ellos mismos heterosexuales.
El borrado bisexual puede tener su origen en la creencia de que los bisexuales no merece el mismo estatus que los gais y lesbianas. Esto puede tomar la forma de omitir la palabra bisexual en el nombre de una organización o evento que sirve a toda la comunidad LGBT o bien incluyéndola como "bi-sexual", implicando que solo hay dos orientaciones sexuales auténticas, o simplemente tratando las temáticas relativas a la bisexualidad de forma despectiva.
En 2013, un estudio publicado en el Journal of Bisexuality encuestó a treinta personas que se identificaban como parte de las comunidades de lesbianas, gais, queer o bisexuales y sus experiencias individuales con la salida del armario. Diez de estas personas declararon que primero se habían etiquetado como bisexuales y después habían vuelto a salir del armario como lesbianas, gais o queer. La conclusión que surgió en este estudio introdujo el concepto de "apologética queer", en la que una persona intenta reconciliar su atracción por el mismo género con la norma social de la heterosexualidad.
Los bisexuales han habitualmente pasados por alto en el debate sobre el matrimonio entre personas del mismo sexo: allí donde el matrimonio entre personas del mismo sexo es ilegal, quienes hacen campaña a favor de él no han destacado las incoherencias de las leyes matrimoniales en relación con los bisexuales, cuyo derecho a contraer matrimonio depende únicamente del sexo de su pareja. En segundo lugar, cuando existe el matrimonio entre personas del mismo sexo, la pareja bisexual suele denominarse lesbiana u homosexual. Por ejemplo, la ya citada Robyn Ochs fue una de las primeras personas que se casó con una persona del mismo sexo en Estados Unidos y los medios la calificaron en aquel momento como lesbiana, a pesar de que en las entrevistas se identificó como bisexual.

## Borrado académico

### En historia

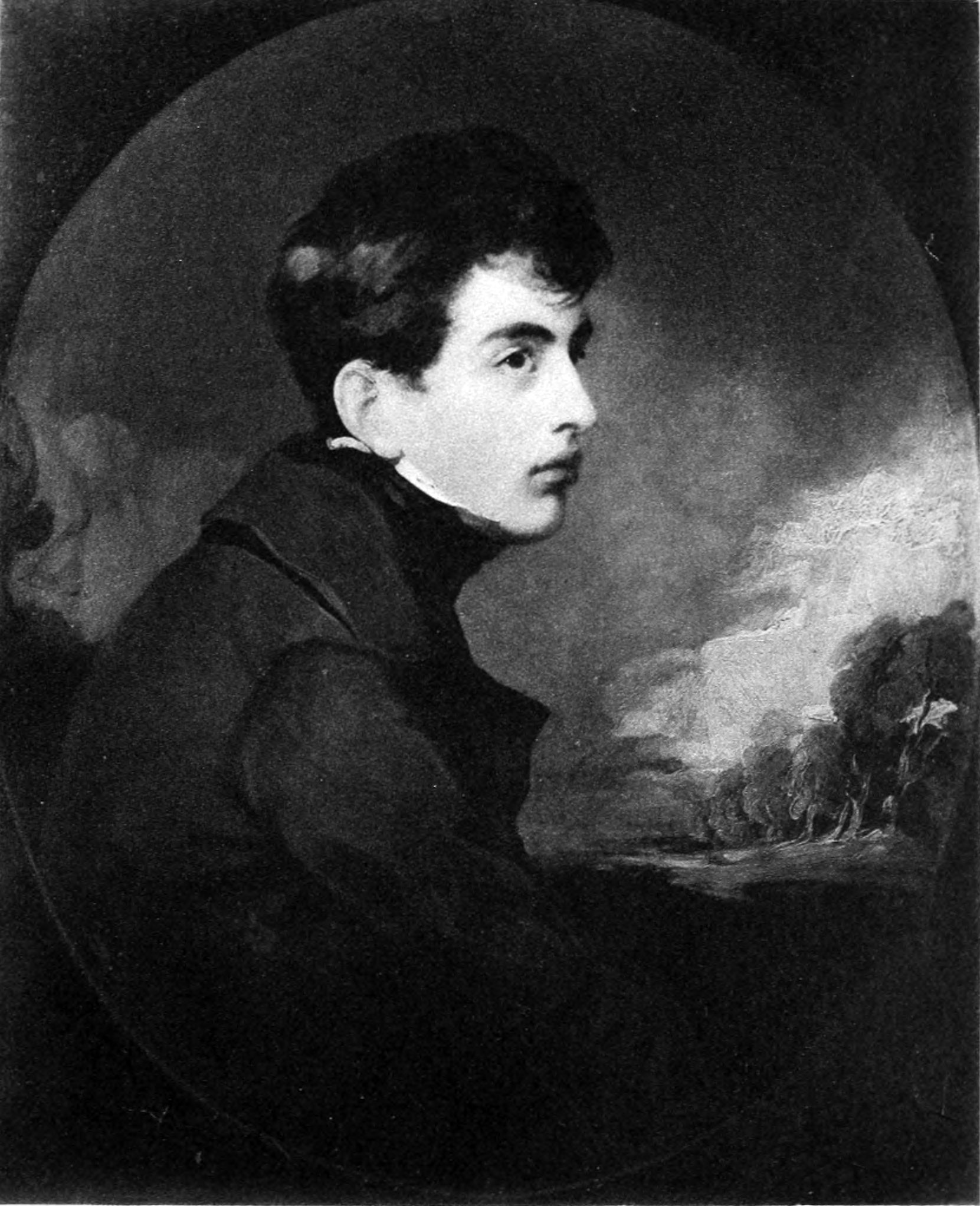
Lord Byron, poeta romantico y voluntario de la Guerra de Independencia Griega

Varios biografía de modernas del poeta romántico Lord Byron, coinciden en que este era bisexual. Sin embargo, este aspecto de su persona fue borrado durante mucho tiempo por su editor, John Murray. En mayo de 1824, un mes después de la muerte de Byron, la editorial quemó sus memorias para ocultar las pruebas de su bisexualidad, y continuó negándolo hasta los años 1950.
Se considera que Helena Molony, feminista irlandesa y participante en el Levantamiento de Pascua de 1916, era bisexual. Mantuvo relaciones con hombres a lo largo de su vida, desde los años 30 hasta su muerte en 1967 y más tarde mantendría una relación con Evelyn O'Brien. Marie Mulholland, autora del libro The Politics and Relationships of Kathleen Lynn (La política y las relaciones de Kathleen Lynn), afirmó que, tras la muerte de O'Brien, "su familia se aseguró de que todos sus papeles personales fueran destruidos, lo que siempre es un indicio de que se está ocultando algo".

### En ciencias sociales
Se han desarrollado enfoques alternativos al concepto de bisexualidad que amplían la definición de identidad sexual para superar la persepctiva según la cual cada individuo estaría limitado a una sola orientación sexual. Jenée Wilde presenta la idea de lo que denomina "sexualidad dimensional" en un artículo para Sexual and Relationship Therapy, definiendo un marco teórico en el que el género no es el factor principal de la atracción sexual, sino uno de los muchos ejes. Estos otros ejes de atracción pueden incluir el deseo de monogamia o poliamor, y la fluidez del deseo por los distintos géneros en una pareja a lo largo del tiempo. Wilde utiliza este marco para ampliar la escala de la identidad sexual para establecer relaciones entre estas identidades; estas relaciones no alienarían a los individuos sin un único "objeto fijo" de atracción. Otros autores como Laura Erickson-Schroth o Jennifer Mitchell han utilizado esta perspectiva para cuestionar las orientaciones asignadas a diferentes personjes literarios o de cultura pop, cuestionando que toda actividad safica o aquileana tenga que ser homosexual o que toda atracción intersexual sea tomada como heterosexual.

### En las ciencias exactas
Las bisexualidad ha estado durante mucho tiempo ausentede la literatura académica. Hemmings sostiene que la supresión de los bisexuales es esencial en los estudios queer para mantener a las lesbianas y a los gais como principales temas de estudio. En los estudios académicos, a menudo se incluye a los bisexuales bajo el paraguas del colectivo LGBT+, pero de nuevo sin incluir ningún elemento específico a la existencia bisexual. Esta ausencia de análisis no se empezó a superar más que a partir de la epidemia de VIH. Sin embargo, estos estudios específicos no fueron de gran ayuda, puesto que contribuyeron a forjar el mito según el cual las personas bisexuales tendrían más probabilidades de transmitir la enfermedad.

### En literatura
Un ejemplo de un punto de vista similar al de Wilde en el campo del análisis literario es la lectura de D.S. Neff de El peregrinaje de Childe Harold de Lord Byron, que considera que el poema es ambiguo en su mención de "concubinas y compañía carnal", así como en partes posteriores de la obra. Neff considera que estas ambigüedades implican que el protagonista tuvo amantes tanto masculinos como femeninos. Esta representación bisexual se apoya en las interacciones de Byron en el mundo real con amantes de distintos géneros, y en la cultura de sus lectores en Cambridge. La afirmación que subyace en estos trabajos es que la experiencia bisexual ha existido a lo largo de toda la historia de la humanidad a pesar de que no sea hasta ahora que ha empezado a ganar reconocimiento.

## Borrado en la cultura popular

### Medios de comunicación
Algunos medios de comunicación han presentado comportamientos bisexuales en culturas antiguas y no occidentales como la pederastia de la antigua Grecia o los dos espíritus en diversas culturas nativas de América del Norte como prueba de que la homosexualidad ha sido ampliamente aceptada en otras épocas y culturas. Sin embargo, estos ejemplos son mucho más similares a la bisexualidad moderna, si bien tampoco pueden ser completamente reducidos a ella.
Respecto a figuras públicas, los medios tanto homosexuales como los convencionales han decidido plantear describir a personas bisexuales como o bien totalmente homosexuales en el caso de hombres como totalmente heterosexuales en el caso de mujeres. El matrimonio de Ani DiFranco con Andrew Gilchrist en 1998 fue presentado en los medios de comunicación homosexuales y convencionales como una renuncia al lesbianismo, a pesar de que ella se había declarado bisexual desde el principio de su carrera Madonna se ha autoproclamado bisexual en entrevistas y ha protagonizado frecuentes actos públicos saficos con otras celebridades femeninas, pero los medios de comunicación suelen presentarla como una mujer heterosexual que utiliza el imaginario lésbico para causar escandolo, negandose a considerar que pueda ser realmente bisexual. A veces, los medios tachan a Lady Gaga de "gay" o "hetero", a pesar de que se haya identificado públicamente como bisexual. Freddie Mercury, que según su obituario era "bisexual confeso", es a menudo descrito como gay.
Los medios de comunicación de ambas comunidades también suelen referirse a la comunidad "gay y lesbiana", ignorando a las personas bisexuales y/o transexuales. Otros medios de comunicación han llegado a referirse a cuestiones de "lesbianas, gays y transexuales" excluyendo la mención de los bisexuales.
En 2013, el deportista olímpico británico Tom Daley salió del armario como bisexual. Varios medios de comunicación apoyaron su decisión de contar al mundo su sexualidad, pero lo etiquetaron como "gay" en lugar de bisexual.

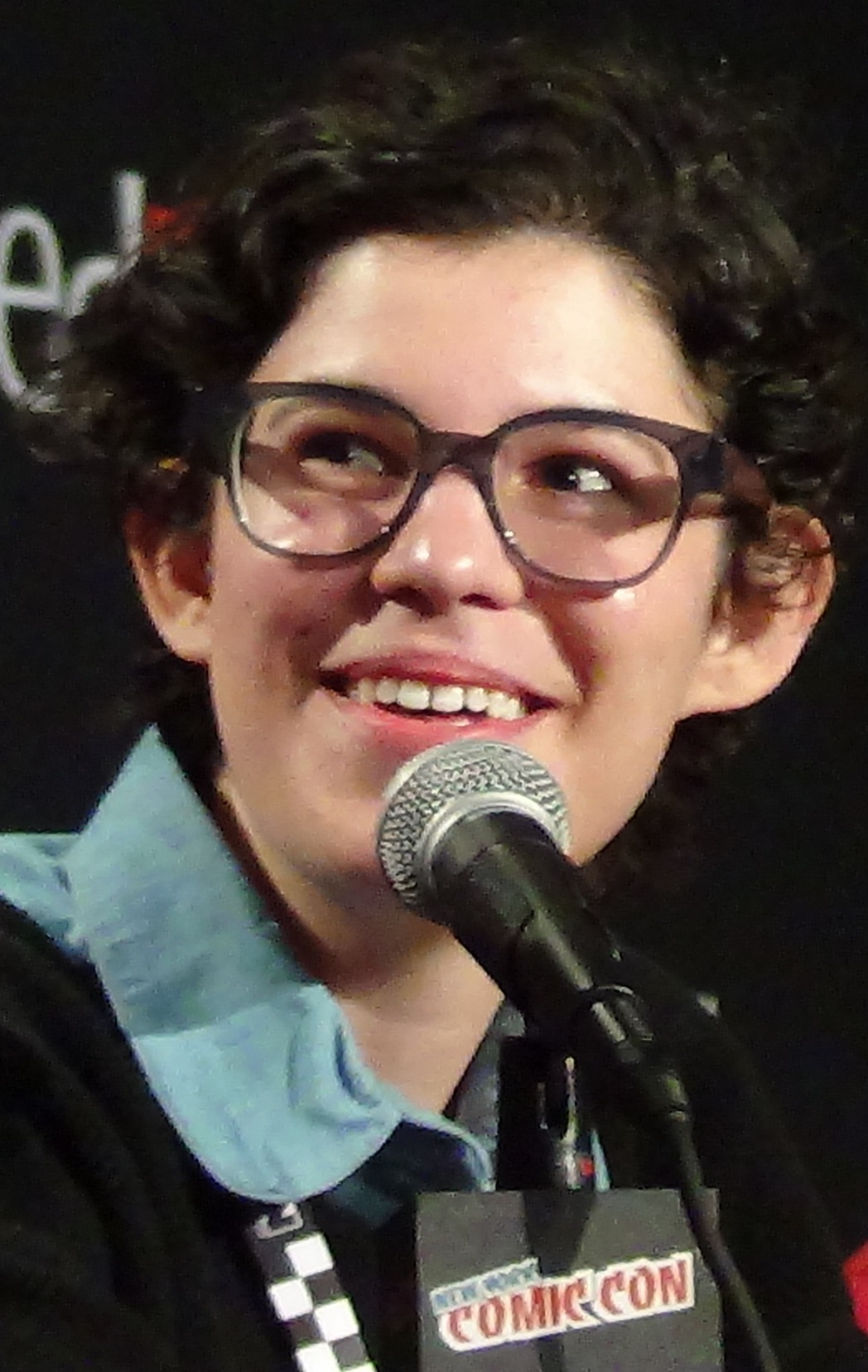
Rebecca Sugar, animadora estadounidense que se ha identificado públicamente como bisexual y no binaria.

El 5 de agosto de 2020, Paper Magazine publicó una entrevista a Rebecca Sugar, creadora de la serie Steven Universe, en la que constató el reciente aumento de "contenido LGBTQIA en medios animados e infantiles", como una novedad respecto al resto de la historia de la animación y calificó a quienes afirman que hay suficientes lesbianas en la animación de estar completamente equivocados y ser una forma de borrado bisexual. Más tarde, Sugar señaló el borrado bisexual en el fandom de Steven Universe alrededor de 2015.

### Televisión
En 2016, la NBC emitió la popular comedia The Good Place, protagonizada por Kristen Bell en el papel de la bisexual Eleanor Shellstrop. Sin embargo, muchos se sintieron decepcionados por la representación de la sexualidad de Eleanor como una broma que nunca fue más allá de comentarios ocasionales sobre su atracción por las mujeres, y por lo tanto devaluando la validez de la bisexualidad en la pantalla de televisión.

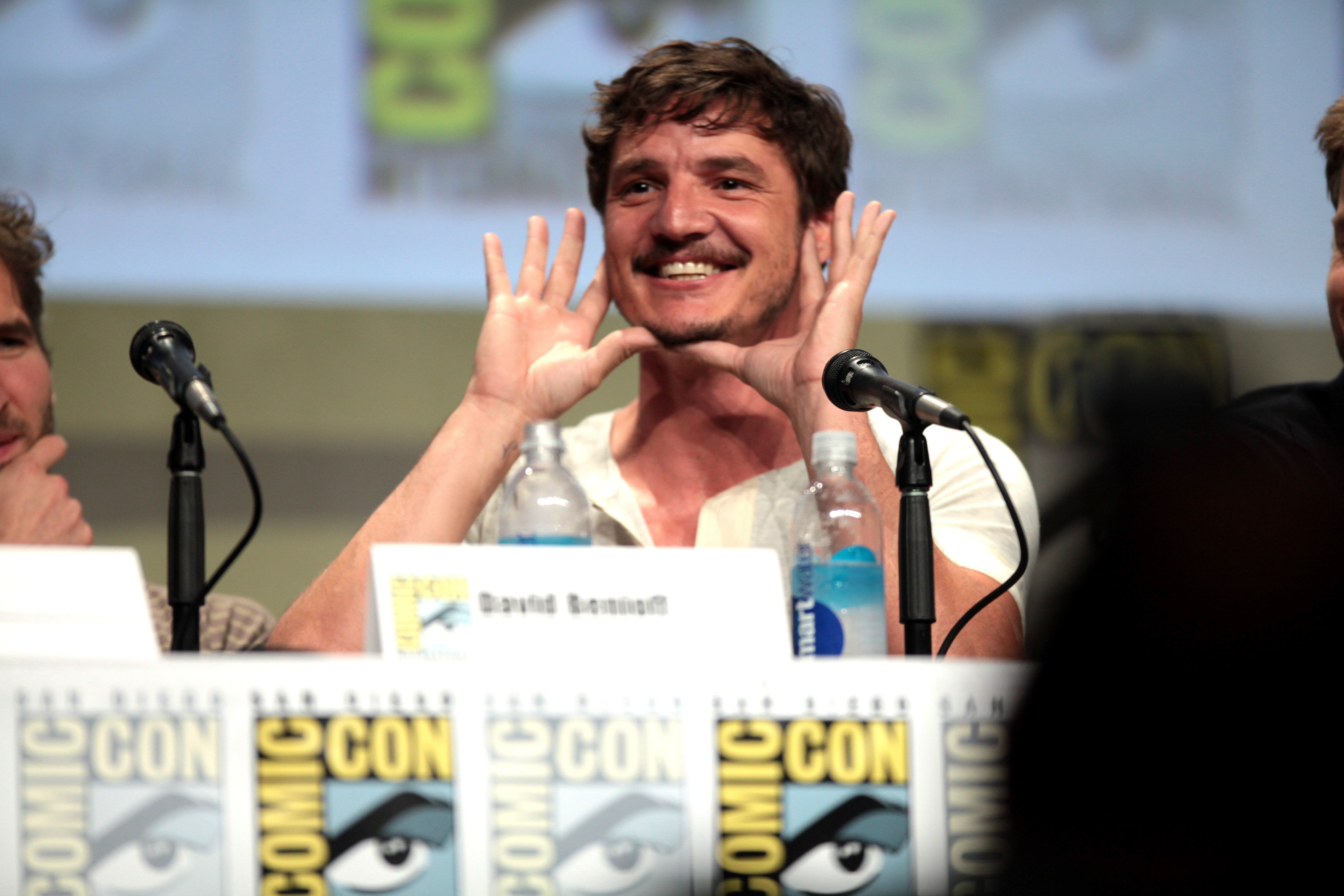
Pedro Pascal en la comic-con de San Diego trans aparecen en Juego de Tronos.

En la serie Juego de Tronos, Oberyn Martell es un personaje secundario que se presenta como bisexual, lo cual se convierte en un rasgo asociado al exotismo de su cultura y una forma de caracterizarlo como alguien ambicioso. Pedro Pascal, el actor que interpreta a Oberyn, afirma que su personaje "no discrimina en sus placeres... limitarse en términos de experiencia no tiene ningún sentido para él". Algunas personas celebrarán la existencia de un personaje masculino bisexual mientras que otros criticarán que se refuerze el estereotipo de las personas bisexuales como codiciosas.
A Frank Underwood, protagonista de la serie House of Cards, se le caracterizó de forma similar. Su filosofía, definida como "el sexo es poder" incluye el sexo tanto con hombres como con mujeres, con el propósito de controlar a las personas. En su caso, la bisexualidad se convierte en una estrategia política más que como una expresión de identidad.

## Síndrome del impostor
En 2021, se calculó que las personas bisexuales constituyen el 56,8% de la comunidad LGBTQ+. Aún siendo técnicamente pues una mayoría de las personas LGBTQ+, es muy común que las personas bisexuales se sientan invisibles o alienadas de la comunidad. Esta idea puede tomar forma en el sentimiento de que simplemente están "confundidos" o "no lo han descubierto todavía", una forma de síndrome del impostor. El síndrome del impostor puede definirse como sentirse como un fraude o no tener un sentimiento de pertenencia. Multitud de factores que contribuyen a estos sentimientos, y aunque puede variar de una persona a otra, las investigaciones muestran que las dos razones más comunes de estos sentimientos son la bifobia y el borrado bisexual. Esta bifobia se manifiesta bajo la forma de reacciónes violenta contra las personas bisexuales por parte de los medios de comunicación y dentro de la comunidad LGBTQ+, por ejemplo con estereotipos negativos de que las personas bisexuales son hipersexuales o infieles. La invisibilidad o supresión bisexual es la idea de ignorar o eliminar las pruebas de bisexualidad. Estos prejuicios se combinan con la discriminación interpersonal y legal para crear problemas que son específicos a la comunidad bisexual. Por lo general, esto ocurre al negar que la bisexualidad sea una orientación sexual real. EL término LGBTQ+ es inclusivo pero en la práctica, al no ofrecer recursos específicos para bisexuales y etiquetar erróneamente a las personas bisexuales como gais/lesbianas. Las personas bisexuales se enfrentan a prejuicios en muchos frentes: por parte de los medios de comunicación, amigos, familiares, proveedores de servicios, patronos, pero sobre todo por parte de personas que se identifican con la comunidad LGBTQ+. Un ejemplo de ello es cuando un joven bisexual muestra mayores incidentes de riesgo y conductas de riesgo debido a la discriminación a la que se enfrenta por parte de su familia y amigos.
Las investigaciones sugieren que las personas bisexuales tienen más problemas de salud mental que las personas cisgénero, heterosexuales, lesbianas y gais. Se ha sugerido que hay cuatro maneras de ayudar a reducir y finalmente eliminar el síndrome del impostor: 1) escepticismo 2) humildad 3) conexión a tierra 4) autocompasión.